# کاوه الموتی
کاوه الموتی (متولد مهر ۱۳۴۳) بانکدار و سرمایه‌گذار ایرانی-بریتانیایی است.

## زندگی
الموتی دارای مدرک لیسانس مهندسی از امپریال کالج لندن، و مدرک MBA و دکترای امور مالی از دانشکده بازرگانی لندن است که در آنجا به عنوان استاد دانشکده مالی و حسابداری مشغول شد.
در سال ۱۹۸۳ به برادران سالومون پیوست.
الموتی در سال ۱۹۹۰ به بانک توکای ملحق شد تا یک گروه آربیتراژ تأسیس کند که به صورت جهانی فعالیت می‌کند. او مسئول مدیریت ریسک کلی و سودآوری گروه توکای بانک اروپا در درآمد ثابت، ارز خارجی، سهام، اعتبار و بازارهای نوظهور بود. او در آنجا به عنوان مدیر عامل ارشد توکای بانک اروپا و رئیس بازرگانی گروه توکای بانک اروپا خدمت کرد.
الموتی ماتریس بهینه مدیریت دارایی را در نوامبر ۱۹۹۹ برای مشارکت در مدیریت دارایی به صورت جهانی راه اندازی کرد. پس از آن، معامله گر و مدیر پورتفولیو در مدیریت سرمایه مور بود. بین سال‌های ۲۰۰۸ تا ۲۰۱۴، الموتی به عنوان مدیر اجرایی در سیتادل است مدیریت اروپا خدمت کرد.